# Bundesautobahn 63
La Bundesautobahn 63, abbreviata anche in A 63, è una autostrada tedesca lunga 70 km che collega la città di Magonza (A 60) con la città di Kaiserslautern (A 6) e il cui percorso scorre nella Renania-Palatinato.

## Percorso
| A 63 |           |                              |      |                |                |
| Tipo | n° uscita | Indicazione                  | km   | Corrispondenze | Strada europea |
|      | 2         | Incrocio di Mainz Sud        | 1,7  |                |                |
|      | 3         | Klein - Winternheim          | 3,9  |                |                |
|      | 4         | Nieder - Olm                 | 8,5  |                |                |
|      | 5         | Saulheim                     | 10,7 |                |                |
|      | 6         | Worrstadt                    | 17,4 |                |                |
|      | 7         | Biebelnheim                  | 22,8 |                |                |
|      | 8         | Incrocio di Alzey            | 25,8 |                |                |
|      | 9         | Erbes - Budesheim            | 29,4 |                |                |
|      | 10        | Freimersheim                 | 33,0 |                |                |
|      | 11        | Kirchheimbolanden            | 39,5 |                |                |
|      | 12        | Gollheim                     | 47,2 |                |                |
|      | 13        | Winnweiler                   | 58,9 |                |                |
|      | 14        | Sembach                      | 64,7 |                |                |
|      | 15        | Confluenza di Kaiserslautern | 71,6 |                |                |